# Hornetjeru
Hornetjeru (auch Hor-netjeru, Harnetjeru, Har-netjeru) ist der Name einer altägyptischen Gottheit, die ab dem Alten Reich als Nebenform des Horus in Erscheinung trat.

## Mythologische Verbindungen

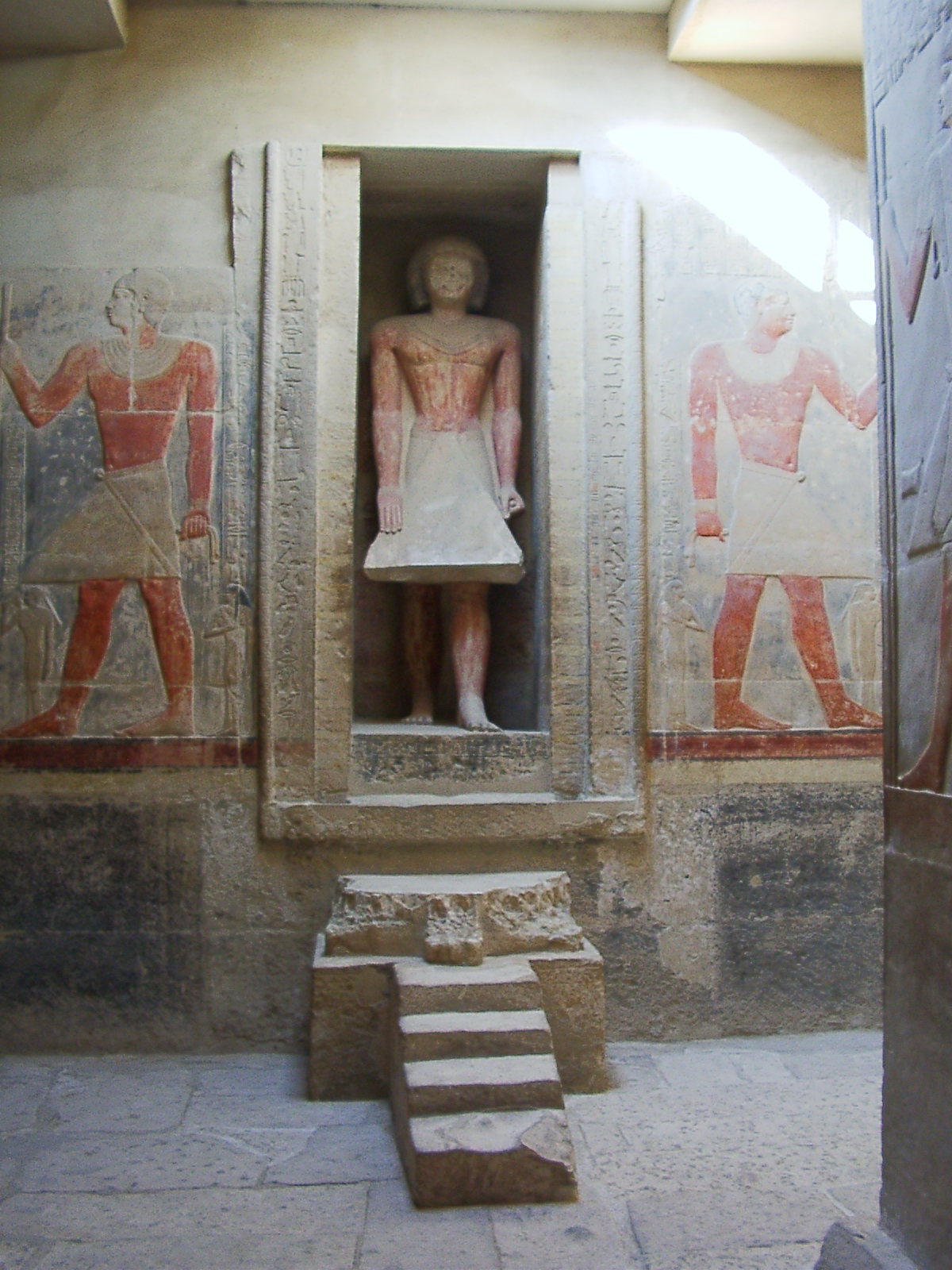
Statue des Mereruka in seiner Mastaba

In den Pyramidentexten des Alten Reiches sowie in der Mastaba des Mereruka wird er als Gott beschrieben, der am Morgen hervorkommt, nachdem er sich zuvor im Binsengefilde von Sechet-iaru gereinigt hatte.
Im Königspapyrus Turin gilt Hornetjeru als einer der Götterkönige, der vor den irdischen Königen (Pharaonen) herrschte. Als Regierungsdauer werden 300 Jahre genannt. Diese Angabe deckt sich mit den Aegyptiaca von Manetho, der ihn „Horos“ nannte und ihn als ersten „Helden-Halbgottkönig“ nach der ersten Dynastie der Götter auflistet. Er folgte auf den letzten Götterkönig „Thoulis“; als Nachfolger des Hornetjeru führt Manetho „Ares“ (Thot) auf. Im Buch der Sothis werden dagegen nur 100 Jahre für jenen „Horos als Halbgottkönig“ genannt, der in Übereinstimmung mit Manethos Angaben auch im Buch der Sothis den Anfang der zweiten göttlichen Dynastie bildete.
Hornetjerus Name ist zwar auf den bislang entdeckten Fragmenten des Annalensteins der 5. Dynastie nicht mehr erhalten geblieben, doch schließt die Bezeichnung „zweite Dynastie der Halbgott-Könige von Oberägypten“ an die in den Fragmenten aufgeführte „erste Dynastie der Götterkönige aus Unterägypten“ an. Hornetjerus zweiter Vorgänger, „vorletzter Gott der ersten Götterdynastie“ ist dort Mecha aus Unterägypten, der wiederum dem manethonischen Thoulis entspricht. Die Gottheit Neb-anch ist zugleich seine weitere Erscheinungsform, weshalb er zum Gefährten der Nebet-anch gezählt werden kann.